# Габор Тот
Габор Тот (угор. Gábor Tóth; нар. 29 листопада 1964, Будапешт) — угорський борець вільного стилю, бронзовий призер чемпіонату світу, чотириразовий срібний та бронзовий призер чемпіонатів Європи, учасник двох Олімпійських ігор.

## Життєпис
Боротьбою почав займатися з 1974 року.
Виступав за спортивний клуб «Csepel-OFOTERT» Будапешт. Тренер — Лайош Тот.

## Спортивні результати на міжнародних змаганнях

### Виступи на Олімпіадах
| Змагання                    | Збірна   | Вагова категорія          | Місце |
| --------------------------- | -------- | ------------------------- | ----- |
| Літні Олімпійські ігри 1988 | Угорщина | вільна боротьба, до 90 кг | 4     |
| Літні Олімпійські ігри 1992 | Угорщина | вільна боротьба, до 90 кг | 11    |

| Виступ на Олімпійських іграх 1988 року | Виступ на Олімпійських іграх 1988 року | Виступ на Олімпійських іграх 1988 року |
| Раунд                                  | Суперник                               | Результат                              |
| -------------------------------------- | -------------------------------------- | -------------------------------------- |
| 1                                      | Субаш Верма · Індія                    | Перемога 11:4                          |
| 2                                      | Джеймс Шер · США                       | Поразка 1:3                            |
| 3                                      | Грем Інгліш · Велика Британія          | Перемога 10:0                          |
| 4                                      | Абдул Маджид Марувала · Пакистан       | Перемога 6:2                           |
| 5                                      | Іракліс Дескурідіс · Греція            | Перемога 4:0                           |
| 6                                      | Акіра Ота · Японія                     | Перемога 5:4                           |
| 3/4                                    | Кім Де У · Південна Корея              | Поразка 0:1                            |

| Виступ на Олімпійських іграх 1992 року | Виступ на Олімпійських іграх 1992 року | Виступ на Олімпійських іграх 1992 року |
| Раунд                                  | Суперник                               | Результат                              |
| -------------------------------------- | -------------------------------------- | -------------------------------------- |
| 1                                      | Кенан Шимшек · Туреччина               | Поразка 0:3                            |
| 2                                      | Марек Гармулевич · Польща              | Перемога 5:4                           |
| 3                                      | Аюб Баніносрат · Іран                  | Поразка 0:4                            |

### Виступи на Чемпіонатах світу
| Змагання                        | Збірна   | Вагова категорія          | Місце  |
| ------------------------------- | -------- | ------------------------- | ------ |
| Чемпіонат світу з боротьби 1985 | Угорщина | вільна боротьба, до 90 кг | 6      |
| Чемпіонат світу з боротьби 1986 | Угорщина | вільна боротьба, до 90 кг | 6      |
| Чемпіонат світу з боротьби 1987 | Угорщина | вільна боротьба, до 90 кг | 8      |
| Чемпіонат світу з боротьби 1989 | Угорщина | вільна боротьба, до 90 кг | Бронза |

### Виступи на Чемпіонатах Європи
| Змагання                         | Збірна   | Вагова категорія           | Місце  |
| -------------------------------- | -------- | -------------------------- | ------ |
| Чемпіонат Європи з боротьби 1984 | Угорщина | вільна боротьба, до 82 кг  | 7      |
| Чемпіонат Європи з боротьби 1986 | Угорщина | вільна боротьба, до 90 кг  | Срібло |
| Чемпіонат Європи з боротьби 1988 | Угорщина | вільна боротьба, до 90 кг  | Бронза |
| Чемпіонат Європи з боротьби 1989 | Угорщина | вільна боротьба, до 90 кг  | 4      |
| Чемпіонат Європи з боротьби 1990 | Угорщина | вільна боротьба, до 90 кг  | Срібло |
| Чемпіонат Європи з боротьби 1991 | Угорщина | вільна боротьба, до 90 кг  | Срібло |
| Чемпіонат Європи з боротьби 1992 | Угорщина | вільна боротьба, до 90 кг  | Срібло |
| Чемпіонат Європи з боротьби 1994 | Угорщина | вільна боротьба, до 100 кг | 5      |

### Виступи на інших змаганнях
| Змагання                           | Збірна   | Вагова категорія          | Місце  |
| ---------------------------------- | -------- | ------------------------- | ------ |
| Гала гран-прі FILA 1988            | Угорщина | вільна боротьба, до 90 кг | Срібло |
| Гран-прі Німеччини з боротьби 1989 | Угорщина | вільна боротьба, до 90 кг | 5      |

### Виступи на змаганнях молодших вікових груп
| Змагання                                     | Збірна   | Вагова категорія          | Місце |
| -------------------------------------------- | -------- | ------------------------- | ----- |
| Чемпіонат світу з боротьби серед молоді 1983 | Угорщина | вільна боротьба, до 82 кг | 8     |